# Pine River, Wisconsin
Pine River är en ort i Waushara County i delstaten Wisconsin, USA.